# Lenguas bisa-busa
Las lenguas bisa-busa o mandé nororientales son una división propuesta dentro de las lenguas mandé habladas en Burkina Faso, Costa de Marfil, Ghana, Nigeria, Benín, Liberia y Guinea.

## Clasificación interna
Entre los grupos filogenéticos que forman parte de las lenguas bisa-busa están:
- Bisa
- Lenguas busa-boko
  - Busa
  - Busa-illo
  - Boko
- Lenguas Shanga-Tyenga
  - Shanga
  - Tyenga (Kyenga)
- Lenguas Samo
  - Matya Samo, Maya Samo, Samo meridional

## Comparación léxica
Los numerales en diferentes lenguas bisa-buso son:
| GLOSA | Bissa      | Buso-Boko   | Buso-Boko  | Buso-Boko   | Buso-Boko    | Shanga-Tyenga | Shanga-Tyenga | Samo           | Samo       | Samo           | PROTO- BISA-BUSA    |
| GLOSA | Bissa      | Busa        | Busa- Illo | Boko        | Boko- baru   | Shanga        | Kyenga        | Matya          | Maya       | Merid.         | PROTO- BISA-BUSA    |
| ----- | ---------- | ----------- | ---------- | ----------- | ------------ | ------------- | ------------- | -------------- | ---------- | -------------- | ------------------- |
| '1'   | díː        | do          | do         | do          | do           | do            | do            | gɔ̀rɔ́           | dɛ́nɛ́       | gôːn           | *do                 |
| '2'   | píjà       | pla         | pia        | pla         | pláa         | ʍa            | hia fia       | prá            | fúrá       | páá            | *pila               |
| '3'   | kakʊ́       | ʔàːkɔ̃       | ʔàːɔ̃       | ʔàːkɔ̃       | ʔàːɡɔ̃        | ʔà            | ʔà            | tjɔwɔ          | kàːkú      | sɔ̄ː            | *ʔaːɡõ              |
| '4'   | sɪ̀         | síːkɔ̃       | ʃíːkɔ̃      | síːɔ̃        | síːɡɔ̃        | ʃí            | ʃí            | sí             | síːrí      | síː            | *siːɡõ              |
| '5'   | sɔ́ː        | sɔ́ːro       | sɔ́o        | sɔ́o         | sɔ́ːro        | sɔ́ː           | sɔːlu         | sɔ́rɔ́           | sɔ́ːrɔ́      | sóːró          | *sɔːlu              |
| '6'   | sòàtɪ 5+1  | súddo 5+1   | sóodo 5+1  | soolo 5+1   | swɛ́ɛ̀do 5+1   | sɔbodo 5+1    | sɔɔdu 5+1     | sɛ̀rɛ́ 5+1       | sɔ̀rɔ̀ 5+1   | sɔ̄rɔ́           | *sɔː-do 5+1         |
| '7'   | sáːpra 5+2 | súppla 5+2  | soːpia 5+2 | sopla 5+2   | swɛ́ɛ̀pláː 5+2 | sɔhia 5+2     | sɔːhia 5+2    | tjʊ́sʊ́ 5+2      | sɔ̀frá 5+2  | sɔ̄bāā          | *sɔː-pla <*sɔː+pila |
| '8'   | síɲe       | sɔ́ràːkɔ̃ 5+3 | swàːkɔ̃ 5+3 | swàːɔ̃ 5+3   | sɔ́ràːɡɔ̃ 5+3  | sɔboʔà 5+3    | soːwà 5+3     | tjisí 4x2      | cíɡísí 4x2 | kíwísí 4x2     | *sɔː(r)aːɡõ 5+3     |
| '9'   | nɛfʊ̀ 10-1  | kɛ̃́ndo 10-1  | kĩ́ṇdokwi   | kɛ̃̀okwi 10-1 | kɛ̃́ndo 10-1   | sɔdoʃí 5+4    | soːʃí 5+4     | ménaŋɡɔrɔ 10-1 | sóosí 5+4  | mānānɡɔ̄rɔ̄ 10-1 | *10-1 *5+4          |
| '10'  | bʊ̀         | kurì        | kwi        | kwi         | kurì         | wókòì         | korì          | flè / fʊ̀       | bù         | fù             | *bu(-i)?            |